# مقياس الجاذبية الأرضية

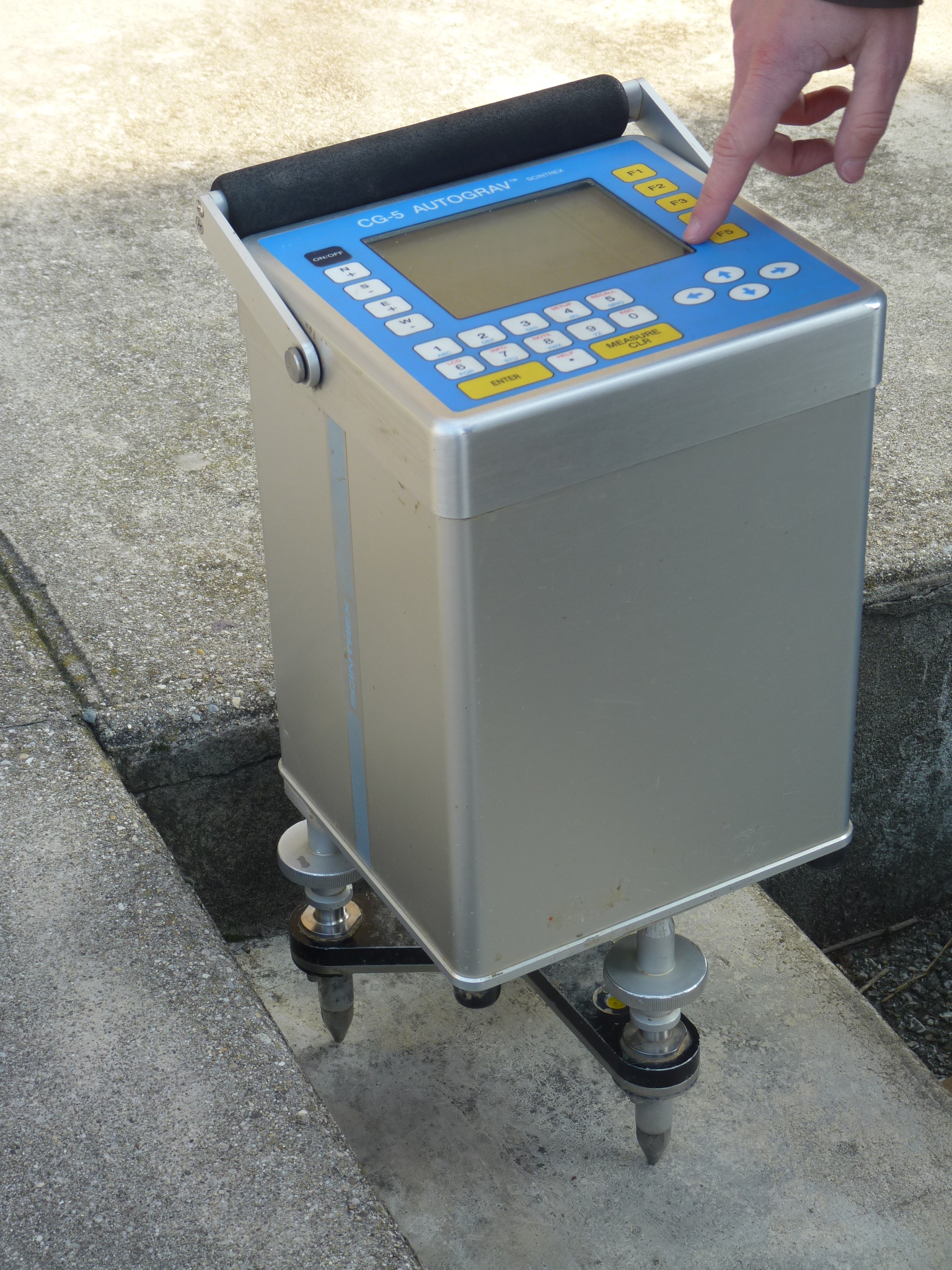
مقياس الجاذبية الأرضية من نوع Autograv CG-5

مقياس الجاذبية الأرضية  هو جهاز يستخدم لقياس تسارع الجاذبية الأرضية في موقع جغرافي معين.
يمكن لمقياس الجاذبية الأرضية أن يقيس الاهتزازات وتغيرات الجاذبية الناجمة عن النشاطات البشرية. تظهر مقاييس الجاذبية نتائجها بوحدات الغال (Gal).